# Ursberg
Ursberg – miejscowość i gmina w Niemczech, w kraju związkowym Bawaria, w rejencji Szwabia, w regionie Donau-Iller, w powiecie Günzburg. Leży około 2 km na południowy wschód od Günzburga, przy drodze B300.

## Demografia
| Rok  | Liczba mieszk. |
| ---- | -------------- |
| 1970 | 3 503          |
| 1987 | 3 587          |
| 2000 | 3 580          |

## Polityka
Wójtem gminy jest Peter Walburger (CSU/Freie), urząd ten poprzednio obejmował Ewald Schmid, rada gminy składa się z 16 osób.
|      | CSU/Freie | Unabhängige Wählervereinigung | Razem |
| 2008 | 10        | 6                             | 16    |
| 2002 | 11        | 5                             | 16    |

## Zabytki
- Klasztor Franciszkanów, obecnie w stylu barokowym

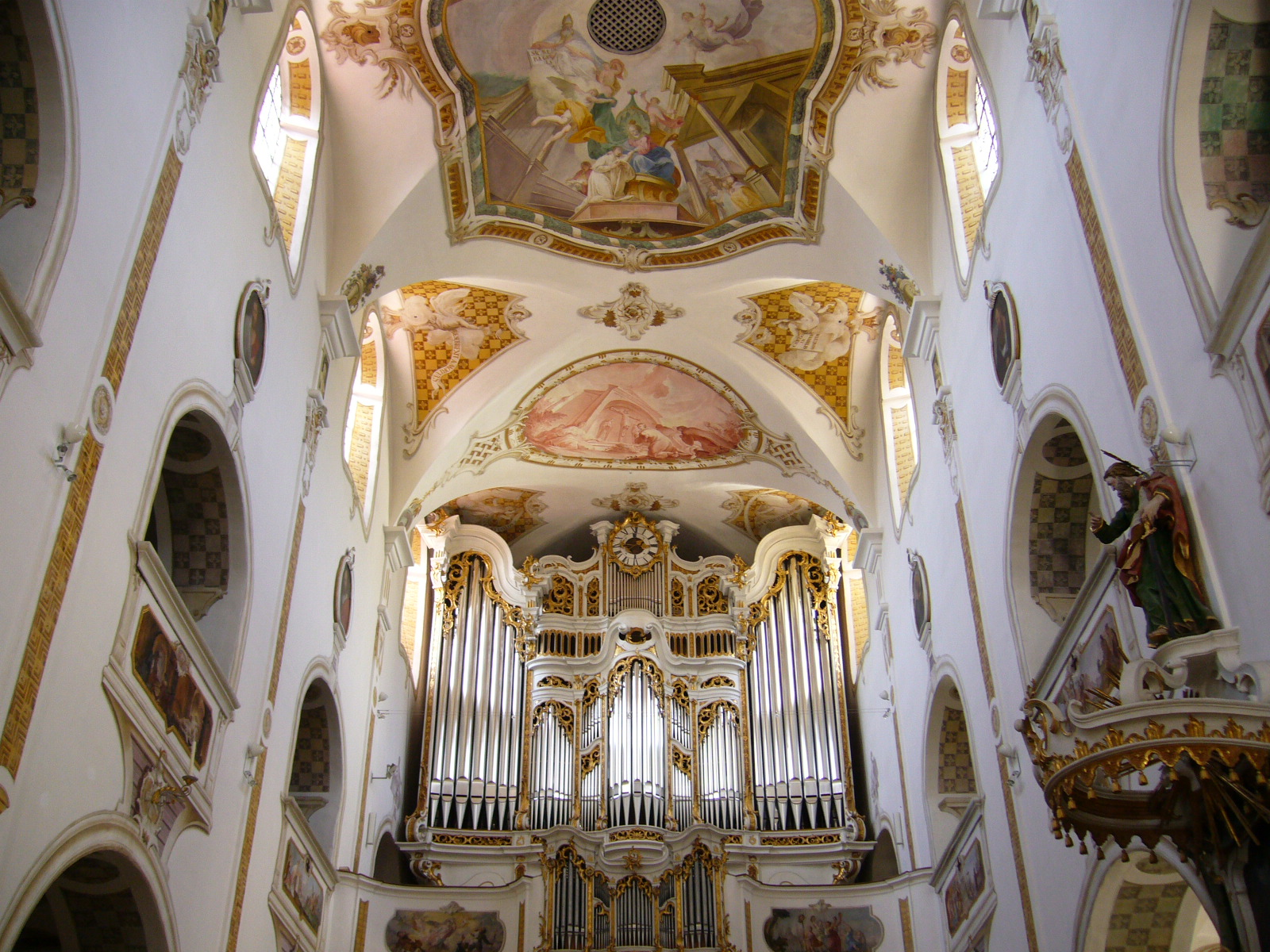
Wnętrze kościoła klasztornego